# لسلی (ویرجینیای غربی)
لسلی (به انگلیسی: Leslie) یک منطقهٔ مسکونی در ایالات متحده آمریکا است که در شهرستان گرین‌بریر، ویرجینیای غربی واقع شده‌است. لسلی ۸۶۵٫۹۵ متر بالاتر از سطح دریا واقع شده‌است.